# Abbazia di Romainmôtier

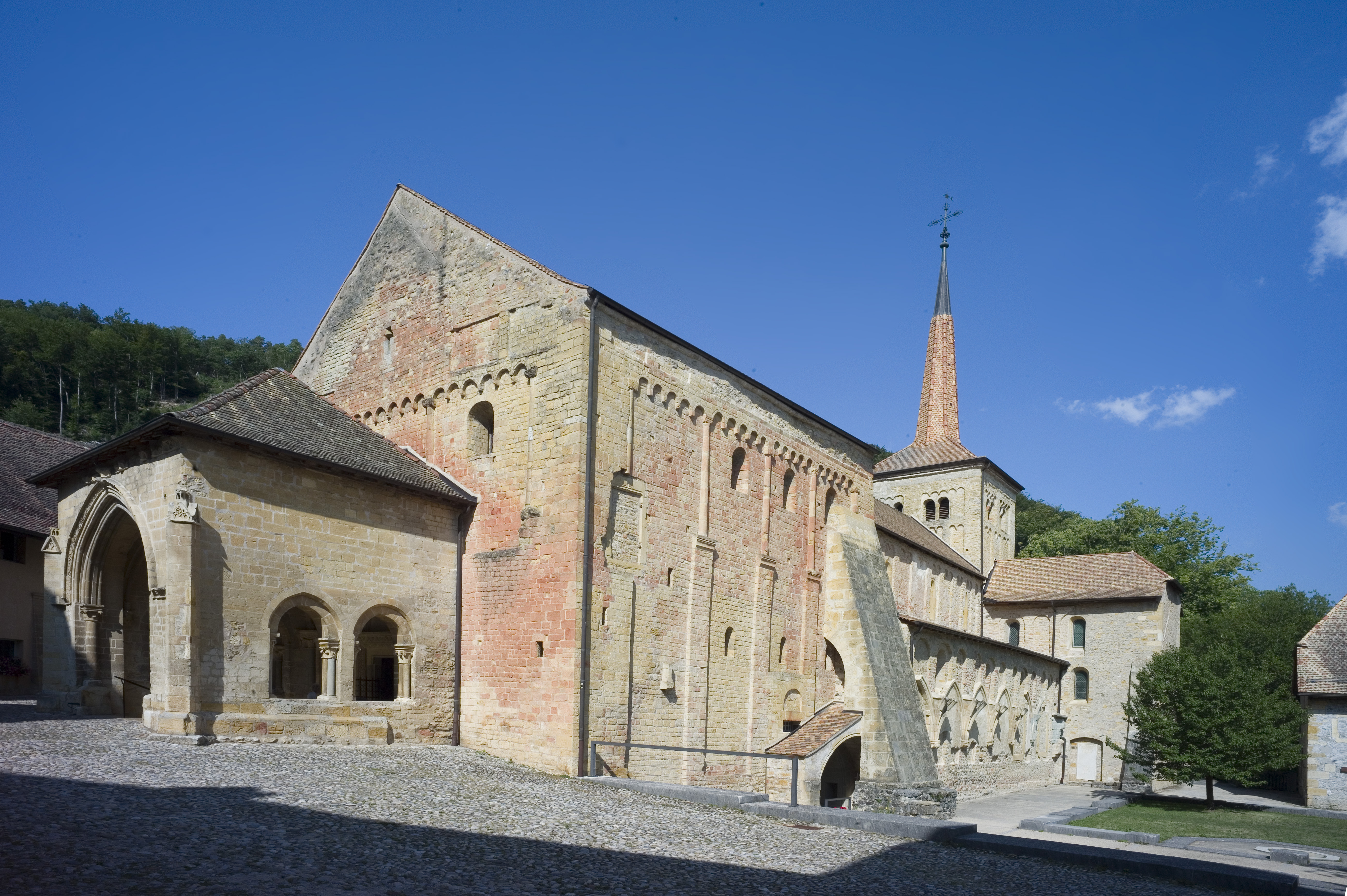
La chiesa dell'abbazia

Romainmôtier in un'immagine del 1900 circa

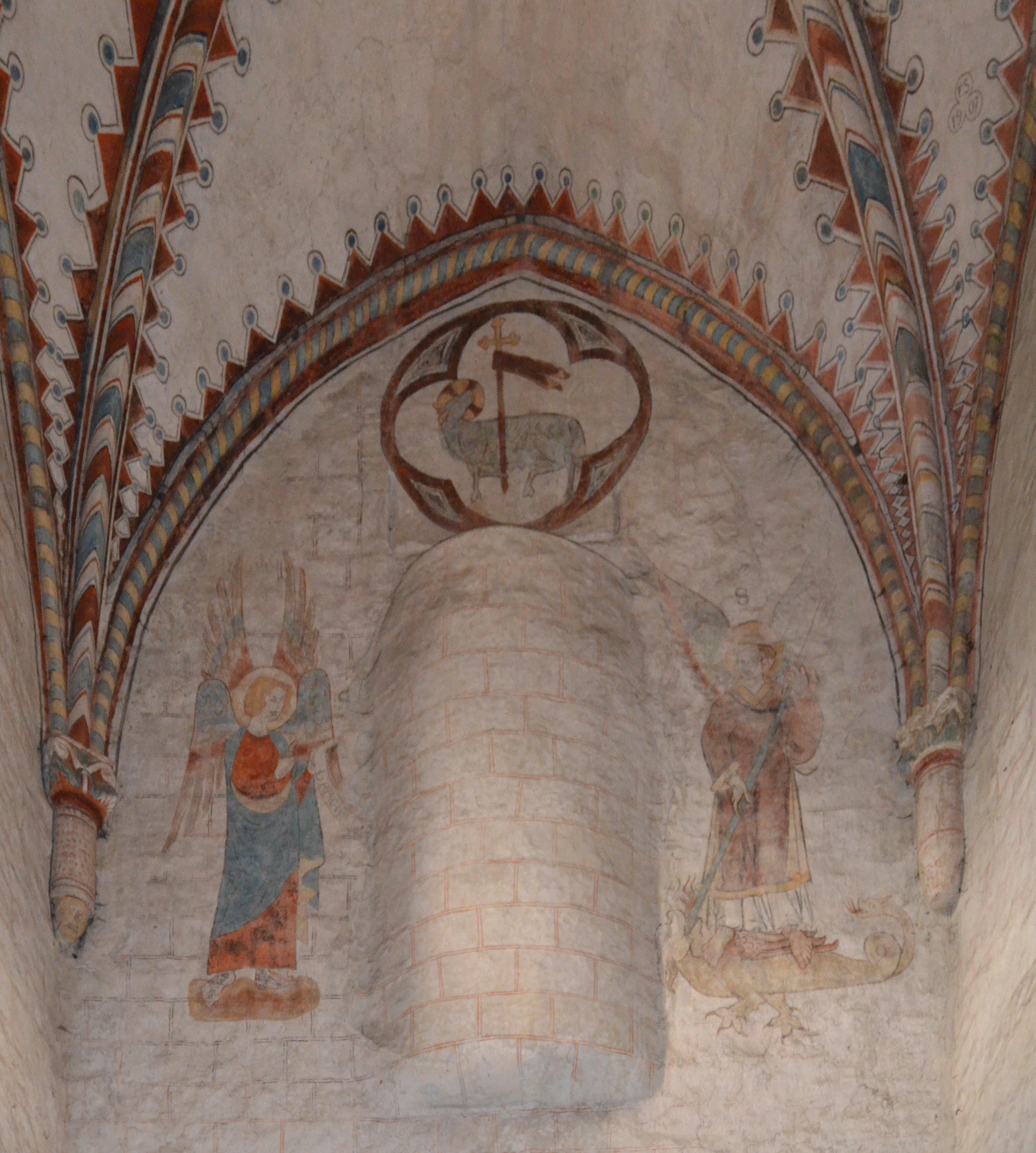
Affreschi nell'interno della chiesa

L'Abbazia di Romainmôtier è un ex convento benedettino situato nella località di Romainmôtier, frazione del comune di Romainmôtier-Envy, Canton Vaud (Svizzera).

## Storia
Secondo la leggenda il convento venne fondato verso il 450 da San Romano, questo ne farebbe il più antico convento della Svizzera. Gregorio di Tours, nel suo Liber Vitae patrum, sembra farne riferimento, senza tuttavia citarlo in maniera esplicita. Una cronaca rimata del XIII secolo e uno scritto del 1519 del notaio e funzionario locale Aymonnet Pollens intitolato Histoire de la fondation et des revenais du monastère de Roman-Moustiers collegano il monastero a San Romano. 
Durante gli scavi eseguiti tra il 1905 e il 1915 sono stati rinvenuti i resti di una chiesa del V secolo che confermerebbero l'epoca della fondazione. Un certo Florianus, attestato come abbas ex monasterio de Romeno, può verosimilmente essere identificato come l'abate di Romainmôtier in carica nella metà del VI secolo. Caduto in declino nel VI secolo, il convento fu risollevato dal duca Chramnelenus, che al più tardi nel 642 vi introdusse la regola di Colombano. Nel 649 San Vandregisilo, futuro abate di Fontenelle (Arcidiocesi di Rouen), vi trovò una vita monastica ricca e fiorente. La chiesa del V secolo fu ampliata e, nel VII secolo, venne affiancata a meridione da un secondo edificio religioso ad abside piatta. Nel 753 papa Stefano II, in viaggio per incontrare re Pipino il Breve, si fermò nel monastero e, secondo la tradizione, intitolò la chiesa ai Santi Pietro e Paolo. Durante il IX secolo Romainmôtier conobbe un nuovo periodo di decadenza.
Conteso da abati laici, il convento cadde nelle mani dei guelfi: nell'888 re Rodolfo I di Borgogna donò l'intera proprietà alla sorella Adelaide, moglie di Riccardo di Borgogna. Nel 928 o 929 Adelaide lo cedette alla nascente abbazia di Cluny, un atto che tuttavia non ebbe conseguenze per Romainmôtier, poiché la famiglia reale di Borgogna ne mantenne il possesso. In questo periodo il monastero ospitava un capitolo di canonici. Fra il 966 e il 990, re Corrado di Borgogna rinunciò definitivamente ai suoi diritti e cedette Romainmôtier a Maiolo, abate di Cluny. Questa terza rinascita di Romainmôtier segnò l'inizio di un notevole sviluppo architettonico. L'abate Odilone, che soggiornò a più riprese nel convento, alla fine del X secolo fece costruire la chiesa attuale sul modello della seconda chiesa dell'abbazia madre (Cluny II), completata all'inizio del XII secolo con un nartece riccamente decorato e nel XIII secolo con un portico. Le ultime trasformazioni della chiesa risalgono al 1445. La chiesa abbaziale di Romainmôtier costituisce una delle maggiori testimonianze dell'arte romanica cluniacense in Svizzera.
Mentre Odilone amministrò il convento direttamente, i suoi successori dell'abbazia di Cluny lo gestirono a distanza tramite un priore. Questa carica, temporanea fino alla fine del XII secolo, divenne in seguito vitalizia. Il X e l'XI secolo furono segnati dalle lotte che opposero i monaci alle famiglie nobili della regione (de Grandson, de Salins) per l'ampliamento dei loro rispettivi possedimenti. Questi conflitti cessarono all'inizio del XII secolo. Un contratto di paréage (condivisione di diritti) stipulato nel 1181 con Beatrice di Borgogna, moglie dell'imperatore Federico I Barbarossa, non sembra aver avuto delle conseguenze. 
Fino al XIV secolo il priorato rimase sotto la protezione imperiale. La difesa di Romainmôtier era affidata al castellano di Les Clées, in rappresentanza dei suoi signori feudali, in particolare dei Savoia. I beni del priorato si concentravano in un territorio compatto circostante il monastero, la cosiddetta pôté o terra di Romainmôtier (dal latino potestas), definito già nel 1050 e comprendente 12 villaggi. A questi si aggiungevano i nuclei di Apples e Bannans nella Franca Contea. Inoltre in 45 altre località risiedevano numerosi fittavoli. A Bursins, Mollens, Vufflens-la-Ville, Vallorbe e Lay-Damvautier (comune di Saint-Point-Lac, Franca Contea) nel XII secolo si costituirono piccoli priorati destinati alla gestione di queste terre lontane dal centro decisionale, che scomparvero al più tardi nel XIV secolo. Anche gli insediamenti di Bevaix e Corcelles (NE) vennero attribuiti a Romainmôtier nel XII secolo, ma mantennero una certa autonomia fino alla loro secolarizzazione durante la Riforma. Infine, un ospedale attivo a Orbe dall'XI secolo dipese da Romainmôtier probabilmente fino alla metà del XIII secolo.
Gli abitanti della pôté, in condizione di servitù nell'XI secolo, dal 1266 godettero di uno statuto particolare. Liberi come individui e per quanto riguardava i beni, erano tuttavia vincolati a una fedeltà esclusiva verso il priore. Se acquisivano la cittadinanza altrove o passavano alle dipendenze di un'altra autorità, dovevano lasciare la signoria e rinunciare ai beni appartenenti al convento. Accanto al priore si era costituita una familia formata da laici che lavoravano per il priorato. Tra essi figuravano artigiani (panettieri, cuochi, portinai, fabriccieri, ecc.), funzionari che svolgevano mansioni amministrative o di bassa polizia nei villaggi e residenti della città di Romainmôtier. Gli uomini liberi erano esenti da obblighi feudali come le corvée, ma rimanevano sottoposti alla manomorta.
Superata una crisi finanziaria nel XIV secolo, in seguito il monastero si risollevò e raggiunse l'apice del suo potere fra la fine del XIV e l'inizio del XV secolo, diventando un bene molto ambito. Dalla metà del XV secolo passò in mano laica a membri della famiglia Savoia o a persone della loro cerchia. Le entrate del convento divennero oggetto di scambio e la regola del convento fu sempre meno rispettata; al momento della Riforma (1536) Romainmôtier era già in declino. Il numero di monaci era passato da 20 ca. nel XIV secolo a dieci ca. nel XVI secolo. Malgrado una velleitaria opposizione dei Friburghesi, Berna secolarizzò il convento il 27 gennaio del 1537. Adibita al culto riformista, la chiesa abbaziale di Romainmôtier venne saccheggiata e sottoposta a trasformazioni. La casa del priore divenne il castello del baliaggio bernese di Romainmôtier e gli altri edifici furono affittati o venduti. La chiesa fu restaurata tra il 1899 e il 1915 e tra il 1992 e il 2000. Solo i beni situati nella Franca Contea sfuggirono all'influenza di Berna. Una piccola comunità monastica si stabilì a Vaux-et-Chantegrue (Doubs), dove costituì un semplice priorato rurale, soppresso solo durante la Rivoluzione francese.